# Antarktički poluotok
Antarktički poluotok, poznat kao O'Higginsova zemlja u Čileu i Tierra de San Martín u Argentini, a izvorno kao Grahamova zemlja u Ujedinjenom Kraljevstvu i poluotok Palmer u Sjedinjenim Američkim Državama, najsjeverniji je dio kopnene Antarktike.
Antarktički poluotok dio je većeg poluotoka Zapadne Antarktike, isturen 1300 km od linije između rta Adams (u Weddellovom moru) i točke na kopnu južno od otočja Eklund. Ispod ledene ploče koja ga prekriva, Antarktički poluotok sastoji se od niza kamenih otoka odvojenih dubokim kanalima čija dna leže na dubinama znatno ispod trenutne razine mora. Spaja ih uzemljena ledena ploča. Ognjena zemlja, najjužniji vrh Južne Amerike udaljen je oko 1000 km.
Površina Antarktičkog poluotoka iznosi 522 000 km² i 80% nje prekriveno je ledom.
Morski ekosustav oko zapadnog kontinentalnog pojasa Antarktičkog poluotoka bio je izložen brzim klimatskim promjenama. Tijekom proteklih 50 godina, topla, vlažna morska klima sjevernog dijela zapadnog kontinentalnog pojasa pomaknula se prema jugu. Ova klimatska promjena sve više istiskuje nekoć dominantnu hladnu, suhu kontinentalnu antarktičku klimu. Ovo regionalno zatopljenje uzrokovalo je poremećaje na više razina u morskom ekosustavu, kao što je povećani prijenos topline, smanjeni opseg i trajanje morskog leda, lokalno smanjenje broja Adelijskih pingvina ovisnih o ledu, povećanje broja žutonogih i ogrličastih pingvina otpornih na led, promjene u sastavu zajednice fitoplanktona i zooplanktona kao i promjene u regrutaciji krila, brojnosti i dostupnosti predatorima.
Antarktički poluotok trenutno je prošaran brojnim istraživačkim postajama, a države su višestruko polagale pravo na suverenitet. Poluotok je dio spornih i preklapajućih zahtjeva Argentine, Čilea i Ujedinjenog Kraljevstva. Nijedna od ovih tvrdnji nema međunarodno priznanje i, prema Sustavu ugovora o Antarktiku, dotične zemlje ne pokušavaju ostvariti svoje zahtjeve. Britansko pravo, međutim, priznaju Australija, Francuska, Novi Zeland i Norveška. Argentina ima najviše baza i osoblja stacioniranog na poluotoku.

## Povijest

### Otkriće i imenovanje
Antarktički poluotok prva je uočila ekspedicija ruske carske ratne mornarice koju je vodio Fabian Gottlieb von Bellingshausen 27. siječnja 1820.
Otkriće se alternativno može pripisati britanskoj ekspediciji Edwarda Barnsfielda i Williama Smitha koji su prvi mapirali dio poluotoka.
Prvi europljanin koji je kročio na tlo poluotoka najvjerojatnije je bio lovac na tuljane John Davis.
Sporazum o nazivu "Antarktički poluotok" između Savjetodavnog odbora za antarktička imena i Antarktičkog odbora za nazive mjesta Velike Britanije iz 1964. riješio je dugotrajni spor oko upotrebe američkog naziva "Palmer Peninsula" ili britanskog naziva "Graham Land" " za ovo zemljopisno obilježje. Od 2018. Argentina ima više baza i osoblja na poluotoku nego bilo koja druga nacija.

### Istraživačke postaje
Prve antarktičke istraživačke postaje osnovane su tijekom Drugog svjetskog rata britanskom vojnom operacijom, Operacijom Tabarin.

## Istraživačke postaje
Istraživačke postaje najgušće su poredane na Antartičkom poluotoku i obližnjim otocima jer ima najblažu klimu na kontinentu.
Danas na Antarktičkom poluotoku postoje mnoge napuštene znanstvene i vojne baze. Argentinska baza Esperanza bila je rodno mjesto Emilija Marcosa Palme, prve osobe rođene na Antarktici.

## Geologija
Antarktika je nekoć bila dijelom superkontinenta Gondvane. Izdanci iz tog vremena uključuju granite iz ordovicija i devona i gnajs pronađene u Scar Inletu i poluotoku Joerg. Izdanak je dio stijenske mase vidljiv na površini terena. Dok karbonsko-trijasku grupu poluotoka Trinity čine sedimentne stijene koje izviru iz zaljeva Hope i kanala Princa Gustava.
Vulkanizam duž zapadnog Antarktičkog poluotoka datira od krede do današnjih vremena, a izdanci se nalaze duž tjesnaca Gerlache, kanala Lemaire, Argentinskih otoka i otoka Adelaide. Ove stijene na zapadnom dijelu Antarktičkog poluotoka uključuju andezitnu lavu i granit iz magme i ukazuju da je Antarktički poluotok bio nastavak Anda. Ova linija vulkana povezana je sa subdukcijom ploče Phoenix. Metamorfizam povezan s ovom subdukcijom očit je u metamorfnom kompleksu Scotia, koji izvire na otoku Slonova, zajedno s otocima Clarence i Smith u Južnom Shetlandu. Drakeov prolaz otvorio se prije otprilike 30 milijuna godina kada se Antarktika odvojila od Južne Amerike. Južni Shetland odvojio se od Antarktičkog poluotoka prije otprilike 4 milijuna godina kao vulkanski rascjep formiran unutar Bransfieldskog tjesnaca. Tri uspavana podmorska vulkana duž ovog rascjepa uključuju The Axe, Three Sisters i Orca. Otok Deception je aktivni vulkan na južnom kraju ove rascjepne zone. Značajna nalazišta fosila uključuju grupu fosila Bluff iz kasne jure do rane krede na otoku Aleksandra I., sedimente iz rane krede na poluotoku Byers na otoku Livingston i sedimente na otoku Seymour, koji uključuju izumiranje u razdoblju krede.
Poluotok je vrlo planinski, a njegovi se najviši vrhovi dosežu oko 2800 m. Značajni vrhovi na poluotoku uključuju Deschanel Peak, Mounts Castro, Coman, Gilbert, Jackson, William, Owen, Scott i Hope, koji je najviša točka s 3239 m, Mount William, Mount Owen i Mount Scott. Ove se planine smatraju nastavkom južnoameričkih Anda, s podmorskim grebenom koji ih povezuje. To je osnova za stav koji su zauzeli Čile i Argentina za svoje teritorijalne zahtjeve. Scotia Arc je sustav otočnog luka koji povezuje planine Antarktičkog poluotoka s planinama Ognjene zemlje.
Na polutoku postoji nekolicina vulkana.
Krajolik poluotoka obilježava tipična antarktička tundra. Poluotok ima oštar gradijent nadmorske visine, s ledenjacima koji se slijevaju u Ledeni greben Larsen koji se značajno raspao 2002. Drugi ledeni grebeni na poluotoku uključuju George VI, Wilkins, Wordie i Bach. Ledeni greben Filchner-Ronne nalazi se istočno od poluotoka.
Uvala Nade, smještena na položaju 63°23′S 057°00′W / 63.383°S 57.000°W, blizu je sjevernog ruba poluotoka, Prime Head, na 63°13′S. Blizu vrha Uvale Nade je Sheppard Point. Dio poluotoka koji se proteže prema sjeveroistoku od linije koja povezuje rt Kater s rtom Čežnja naziva se poluotok Trinity. Brown Bluff je rijetka vrsta tuya, a Sheppard Nunatak se također nalazi ovdje. Ledenjaci Airy, Seller, Fleming i Prospect tvore Forster Ice Piedmont duž zapadne obale poluotoka. Zaljevi Charlotte, Hughes i Marguerite također su na zapadnoj obali.

## Klimatske promjene
Antarktički poluotok ima najblažu klimu na Antarktici i seže sjeverno od Antarktičkog kruga. Temperatre su najtoplije u siječnju, u prosjeku 1 to 2 °C, a najhladnije u lipnju, prosječno od −15 do −20 °C. Njegova zapadna obala od vrha Antarktičkog poluotoka prema jugu do 68° S, koji ima morsku antarktičku klimu, najblaži je dio antarktičkog poluotoka. Unutar ovog dijela Antarktičkog poluotoka temperature prelaze 0 °C 3 ili 4 mjeseca tijekom ljeta i rijetko pada ispod −10 °C tijekom zime. Dalje prema jugu duž zapadne obale i sjeveroistočne obale poluotoka srednje mjesečne temperature prelaze 0 °C za samo jedan ili dva mjeseca ljeta i prosječno oko −15 °C zimi. Istočna obala Antarktičkog poluotoka južno od 63° S je općenito puno hladniji, sa srednjim temperaturama iznad 0 °C za najviše jedan mjesec ljeta, a zimske srednje temperature u rasponu od −5 do −25 °C. Niže temperature na jugoistoku, strani Weddellova mora, antarktičkog poluotoka odražavaju se u postojanosti ledenih ploča koje se drže istočne strane.
Količina oborina uvelike varira unutar Antarktičkog poluotoka. Od vrha Antarktičkog poluotoka do 68° J prosječna količina padalina iznosi 35–50 cm godišnje. Dobar dio ovih oborina padne kao kiša tijekom ljeta, dvije trećine dana u godini, uz male sezonske varijacije u količinama. Između oko 68° J i 63° J na zapadnoj obali Antarktičkog poluotoka i duž njegove sjeveroistočne obale, oborina je 35 cm ili manje uz povremenu kišu. Uz istočnu obalu Antarktičkog poluotoka južno od 63° S, količina oborina od 10 do 15 cm. Za usporedbu, subantarktički otoci imaju 100–200 cm oborina godišnje, a suha unutrašnjost Antarktike je praktički pustinja sa samo 10 cm padalina godišnje.
Zbog problema koji se tiču globalnih klimatskih promjena, Antarktički poluotok i susjedni dijelovi Weddellova mora i njegova pacifička epikontinentalna ploča bili su predmet intenzivnih geoloških, paleontoloških i paleoklimatskih istraživanja od strane interdisciplinarnih i multinacionalnih skupina tijekom posljednjih nekoliko desetljeća. Kombinirano proučavanje glaciologije njegovog ledenog pokrova i paleontologije, sedimentologije, stratigrafije, strukturne geologije i vulkanologije glacijalnih i neglacijalnih naslaga Antarktičkog poluotoka omogućilo je rekonstrukciju paleoklimatologije i prapovijesnih fluktuacija ledenog pokrivača tijekom posljednjeg 100 milijuna godina. Ovo istraživanje pokazuje dramatične promjene klime koje su se dogodile u ovoj regiji nakon što je dosegla svoj približan položaj unutar Antarktičkog kruga tijekom razdoblja krede.
Grupa Fossil Bluff, s izdancima unutar otoka Aleksandra I., daje detaljan zapis, koji uključuje paleosole i fosilne biljke, kopnene klime srednje krede (Albija). Sedimenti koji tvore skupinu Fossil Bluff akumulirali su se unutar vulkanskog otočnog luka, koji sada čini temeljnu okosnicu antarktičkog poluotoka, u pretpovijesnim poplavnim ravnicama i deltama te na pučini kao podmorske lepeze i drugi morski sedimenti. Kao što se vidi iz biljnih fosila, paleosola i klimatskih modela, klima je bila topla, vlažna i sezonski suha. Prema klimatskim modelima, ljeta su bila suha, a zime vlažne. Rijeke su bile višegodišnje i podložne povremenim poplavama kao rezultat obilnih oborina.
Topla klima na visokim geografskim širinama dosegla je vrhunac tijekom srednje kasne krede i termalnog maksimuma tijeko krede. Biljni fosili pronađeni unutar slojeva kasne krede (coniacian i santonian - rani kampan) u formacijama Hidden Lake i Santa Maria, koji izlaze unutar James Rossa, Seymoura i susjednih otoka, pokazuju da je ovaj nastali vulkanski otočni luk uživao u toploj umjerenoj ili suptropskoj klimi s odgovarajućom vlagom za rast i bez duljih razdoblja zimskih temperatura ispod ledišta.
Čini se da je nakon vrhunca topline termalnog maksimuma iz razdoblja krede, klima, regionalno i globalno, zahladnjela, kao što je zapisano u antarktičkom fosiliziranom drvu. Kasnije su se tople klime na visokim geografskim širinama vratile na područje Antarktičkog poluotoka tijekom paleocena i ranog eocena, što se odrazilo na fosile biljaka. Obilje fosila biljaka i morskih fosila iz paleogenskih morskih sedimenata koji izlaze na otoku Seymour ukazuju na prisutnost hladnog i vlažnog okoliša na visokim geografskim širinama tijekom ranog eocena.
Detaljne studije paleontologije, sedimentologije i stratigrafije glacijalnih i neglacijalnih naslaga unutar Antarktičkog poluotoka i susjednih dijelova Weddellova mora i njegovog pacifičkog kontinentalnog pojasa otkrile su da je ono postalo postupno glacijairano kako se klima Antarktike dramatično i postupno hladila tijekom zadnjih 37 milijuna godina. Ovo progresivno hlađenje bilo je istodobno sa smanjenjem koncentracije CO2 u atmosferi. Tijekom ovog klimatskog zahlađenja, Antarktički poluotok je vjerojatno bio posljednja regija Antarktike koja je postala u potpunosti zaleđena. Unutar Antarktičkog poluotoka, planinska glacijacija započela je tijekom posljednjeg eocena, oko prije oko 37 do 34 milijuna godina. Prijelaz iz umjerene, alpske glacijacije u dinamični ledeni pokrov dogodio se prije oko 12,8 milijuna godina. U to je vrijeme Antarktički poluotok formiran kada su otoci u podlozi koji se nalaze ispod njega nadvladani i spojeni zajedno ledenom pločom u ranom pliocenu prije oko 5,3 do 3,6 milijuna godina. Tijekom kvartara, veličina zapadnoantarktičkog ledenog pokrova mijenjala se kao odgovor na glacijalno-interglacijalne cikluse. Tijekom glacijalnih epoha ovaj je ledeni pokrivač bio znatno deblji nego što je sada i protezao se do ruba kontinentalnih ploča. Tijekom međuledenih epoha, ledeni pokrivač Zapadne Antarktike bio je tanji nego tijekom glacijalnih epoha, a rubovi su mu bili znatno dublje od kontinentalnih rubova.
Tijekom zadnjeg glacijalnog maksimuma, prije otprilike 20 do 18 tisuća godina, ledeni pokrivač koji je prekrivao Antarktički poluotok bio je znatno deblji nego što je sada. Osim nekoliko izoliranih nunataka, Antarktički poluotok i njegovi povezani otoci bili su potpuno zatrpani ledenom pločom. Osim toga, ledeni pokrivač protezao se preko sadašnje obale na vanjski kontinentalni pojas Tihog oceana i u potpunosti ispunio Weddellovo more do ruba kontinenta uzemljenim ledom.
Deglacijacija Antarktičkog poluotoka uglavnom se dogodila prije 18 i 6 tisuća godina kada je u regiji uspostavljena interglacijalna klima. Počela prije otprilike 18 i 14 tisuća godina povlačenjem ledenog pokrivača s vanjskog kontinentalnog pojasa Tihog oceana i ruba kontinenta unutar Weddellova mora. Unutar Weddellova mora prijelaz s prizemnog leda na plutajući ledeni greben dogodio se prije otprilike 10 000 godina. Deglacijacija nekih lokacija unutar Antarktičkog poluotoka nastavila se do prije 4 000 do 3000 godina. Unutar Antarktičkog poluotoka, interglacijalni klimatski optimum dogodio se prije otprilike 3000 do 5000 godina. Nakon klimatskog optimuma nastupilo je izrazito klimatsko zahlađenje koje je trajalo sve do povijesnih vremena.
Antarktički poluotok je jedan od dijelova svijeta koji doživljava iznimno zagrijavanje. Istraživanja Geološkog instituta Sjedinjenih Država otkrila su da se svaka ledena fronta na južnoj polovici poluotoka povukla između 1947. i 2009. Prema studiji British Antarctic Survey, ledenjaci na poluotoku ne samo da se povlače, već i povećavaju protok kao rezultat povećanog uzgona u nižim dijelovima ledenjaka. Profesor David Vaughan opisao je raspad Wilkinsovog ledenog grebena kao najnoviji dokaz brzog zagrijavanja u tom području. Međuvladin panel o klimatskim promjenama nije uspio utvrditi najveći potencijalni učinak na porast razine mora koji mogu izazvati ledenjaci u regiji.

## Vanjske poveznice
- "O ledu i ljudima" Prikaz turističkog posjeta Antarktičkom poluotoku Rodericka Eimea
- Bioraznolikost na otoku Ardley, arhipelag Južni Šetland, Antarktički poluotok
- 89 fotografija antarktičkog poluotoka